# Patrick Wimmer
Patrick Wimmer (Tulln, Austria, 30 de mayo de 2001) es un futbolista austríaco. Su posición es la de delantero y su club es el VfL Wolfsburgo de la Bundesliga de Alemania.

## Trayectoria
El 10 de agosto de 2021 se hizo oficial su llegada al Arminia Bielefeld firmando un contrato hasta 2025. Sin embargo, antes de acabar la temporada el VfL Wolfsburgo anunció su fichaje para la siguiente y hasta 2027.

## Selección nacional
El 13 de junio de 2022 debutó con la selección absoluta de Austria en un partido de la Liga de Naciones de la UEFA 2022-23 ante Dinamarca que perdieron por dos a cero.

### Participaciones en selección nacional
| Torneo                                                                  | Categoría | Sede              | Resultado        | Partidos | Goles |
| ----------------------------------------------------------------------- | --------- | ----------------- | ---------------- | -------- | ----- |
| Fase de clasificación para el Campeonato Europeo de la UEFA Sub-19 2020 | Sub-19    | Irlanda del Norte | Cancelado        | 3        | 0     |
| Fase de clasificación par la Eurocopa Sub-21 de 2021                    | Sub-21    | Italia            | No clasificó     | 1        | 0     |
| Fase de clasificación par la Eurocopa Sub-21 de 2023                    | Sub-21    | Georgia           | No clasificó     | 6        | 0     |
| Eurocopa 2024                                                           | Absoluta  | Alemania          | Octavos de final | 3        | 0     |

## Estadísticas

### Clubes
Actualizado al último partido disputado el 17 de mayo de 2025.
| Club                                                                                                 | Div.          | Temporada     | Liga  | Liga  | Copas nacionales(1) | Copas nacionales(1) | Copas internacionales | Copas internacionales | Total | Total | Media goleadora(3) |
| Club                                                                                                 | Div.          | Temporada     | Part. | Goles | Part.               | Goles               | Part.                 | Goles                 | Part. | Goles | Media goleadora(3) |
| --- | ------------- | ------------- | ----- | ----- | ------------------- | ------------------- | --------------------- | --------------------- | ----- | ----- | ------------------ |
| F. K. Austria Viena · Austria                                                                        | 1.ª           | 2019-20       | 19    | 2     | 0                   | 0                   | 0                     | 0                     | 19    | 2     | 0,11               |
| F. K. Austria Viena · Austria                                                                        | 1.ª           | 2020-21       | 34    | 6     | 4                   | 0                   | ―                     | ―                     | 38    | 6     | 0,16               |
| F. K. Austria Viena · Austria                                                                        | Total club    | Total club    | 53    | 8     | 4                   | 0                   | 0                     | 0                     | 57    | 8     | 0,14               |
| Arminia Bielefeld · Alemania                                                                         | 1.ª           | 2021-22       | 31    | 3     | 1                   | 0                   | ―                     | ―                     | 32    | 3     | 0,09               |
| Arminia Bielefeld · Alemania                                                                         | Total club    | Total club    | 31    | 3     | 1                   | 0                   | 0                     | 0                     | 32    | 3     | 0,19               |
| VfL Wolfsburgo · Alemania                                                                            | 1.ª           | 2022-23       | 26    | 4     | 3                   | 0                   | ―                     | ―                     | 29    | 4     | 0,14               |
| VfL Wolfsburgo · Alemania                                                                            | 1.ª           | 2023-24       | 14    | 2     | 1                   | 0                   | ―                     | ―                     | 15    | 2     | 0,13               |
| VfL Wolfsburgo · Alemania                                                                            | 1.ª           | 2024-25       | 29    | 3     | 4                   | 1                   | ―                     | ―                     | 33    | 4     | 0,12               |
| VfL Wolfsburgo · Alemania                                                                            | Total club    | Total club    | 69    | 9     | 8                   | 1                   | 0                     | 0                     | 77    | 10    | 0,13               |
| Total carrera                                                                                        | Total carrera | Total carrera | 153   | 20    | 13                  | 1                   | 0                     | 0                     | 166   | 21    | 0,13               |
| (1) Incluye datos de Copa de Austria y Copa de Alemania. (3) No incluye goles en partidos amistosos. |               |               |       |       |                     |                     |                       |                       |       |       |                    |